# Seven de Nueva Zelanda 2006
El Seven de Nueva Zelanda de 2006 fue la séptima edición del torneo de rugby 7, fue el tercer torneo de la temporada 2005-06 de la Serie Mundial Masculina de Rugby 7.
Se disputó en la instalaciones del Westpac Stadium de Wellington.

## Fase de grupos

### Grupo A
| Equipo             | Encuentros | Encuentros | Encuentros | Encuentros | Tantos  | Tantos    | Tantos     | Puntos |
| Equipo             | jugados    | ganados    | empatados  | perdidos   | a favor | en contra | diferencia | Puntos |
| ------------------ | ---------- | ---------- | ---------- | ---------- | ------- | --------- | ---------- | ------ |
| Inglaterra         | 3          | 3          | 0          | 0          | 95      | 12        | 83         | 9      |
| Australia          | 3          | 2          | 0          | 1          | 53      | 41        | 12         | 7      |
| Escocia            | 3          | 1          | 0          | 2          | 51      | 45        | 6          | 5      |
| Papúa Nueva Guinea | 3          | 0          | 0          | 3          | 22      | 122       | -100       | 3      |

Nota: Se otorgan 3 puntos al equipo que gane un partido, 2 al que empate y 1 al que pierda

### Grupo B
| Equipo  | Encuentros | Encuentros | Encuentros | Encuentros | Tantos  | Tantos    | Tantos     | Puntos |
| Equipo  | jugados    | ganados    | empatados  | perdidos   | a favor | en contra | diferencia | Puntos |
| ------- | ---------- | ---------- | ---------- | ---------- | ------- | --------- | ---------- | ------ |
| Fiyi    | 3          | 3          | 0          | 0          | 101     | 21        | 80         | 9      |
| Francia | 3          | 2          | 0          | 1          | 52      | 45        | 7          | 7      |
| Canadá  | 3          | 1          | 0          | 2          | 59      | 54        | 5          | 5      |
| Niue    | 3          | 0          | 0          | 3          | 24      | 116       | -92        | 3      |

### Grupo C
| Equipo        | Encuentros | Encuentros | Encuentros | Encuentros | Tantos  | Tantos    | Tantos     | Puntos |
| Equipo        | jugados    | ganados    | empatados  | perdidos   | a favor | en contra | diferencia | Puntos |
| ------------- | ---------- | ---------- | ---------- | ---------- | ------- | --------- | ---------- | ------ |
| Nueva Zelanda | 3          | 2          | 1          | 0          | 74      | 17        | 57         | 8      |
| Samoa         | 3          | 2          | 1          | 0          | 81      | 34        | 47         | 8      |
| Islas Cook    | 3          | 1          | 0          | 2          | 69      | 74        | -5         | 5      |
| Kenia         | 3          | 0          | 0          | 3          | 22      | 121       | -99        | 3      |

### Grupo D
| Equipo         | Encuentros | Encuentros | Encuentros | Encuentros | Tantos  | Tantos    | Tantos     | Puntos |
| Equipo         | jugados    | ganados    | empatados  | perdidos   | a favor | en contra | diferencia | Puntos |
| -------------- | ---------- | ---------- | ---------- | ---------- | ------- | --------- | ---------- | ------ |
| Sudáfrica      | 3          | 2          | 0          | 1          | 76      | 26        | 50         | 7      |
| Argentina      | 3          | 2          | 0          | 1          | 48      | 38        | 10         | 7      |
| Tonga          | 3          | 2          | 0          | 1          | 54      | 67        | -13        | 7      |
| Estados Unidos | 3          | 0          | 0          | 3          | 39      | 86        | -47        | 3      |

## Fase Final

### Cuartos de final
| 4 de febrero | Fiyi | 21 - 14 | Australia |  |  |

| 4 de febrero | Nueva Zelanda | 26 - 12 | Argentina |  |  |

| 4 de febrero | Sudáfrica | 17 - 12 | Samoa |  |  |

| 4 de febrero | Francia | 19 - 14 | Inglaterra |  |  |

### Semifinal
| 4 de febrero | Fiyi | 26 - 14 | Nueva Zelanda |  |  |

| 4 de febrero | Sudáfrica | 28 - 5 | Francia |  |  |

### Final
| 4 de febrero | Fiyi | 27 - 22 | Sudáfrica |  |  |

| Bandera de Fiyi        |
| Campeón Fiyi           |
| 2º título del circuito |